# Cesare Danova
Cesare Danova (eigentlich: Cesare Deitinger; * 1. März 1926 in Bergamo; † 19. März 1992 in Los Angeles) war ein italienischer Filmschauspieler.

## Leben
Cesare Deitinger, Sohn österreichischer Eltern, wollte ursprünglich Arzt werden, änderte jedoch rasch seine Meinung, als er von Dino De Laurentiis entdeckt wurde. Um nach Ende des Zweiten Weltkriegs nicht Nachteile zu bekommen, änderte er seinen deutsch klingenden Familiennamen in Danova. Nach knapp 20 Spielfilmen, die Danova in Italien drehte, kehrte er Europa den Rücken, und wanderte Mitte der 1950er Jahre nach Amerika aus. Wie schnell er sich in den USA etabliert hatte, zeigt der Umstand, dass er nur vier Jahre später, 1959, zweite Wahl von William Wyler für die Titelrolle in Ben Hur gewesen war, den Part jedoch Charlton Heston überlassen musste. Sein bekanntester Spielfilm in jener Zeit wurde dennoch ein Monumentalfilm – Cleopatra, in dem Danova 1963 den Filmsklaven Elizabeth Taylors verkörperte.
Danova war neben Anthony Quinn erste Wahl, wenn es in Filmen und Fernsehserien der 1960er bzw. 1970er Jahre darum ging, mediterrane Charaktere zu besetzen. Zu seinen bekanntesten Fernsehserien zählten Bonanza, Solo für O.N.C.E.L., Drei Engel für Charlie, Trapper John, M.D., Hart aber herzlich, Airwolf oder Mord ist ihr Hobby.
Cesare Danova war zweimal verheiratet und hatte mit seiner ersten Ehefrau, der britischen Schauspielerin Pamela Matthews, zwei Söhne.
Danova, der Mitglied der Academy of Motion Picture Arts and Sciences war, erlag während eines Treffens des Komitees, die letzte Vorbereitungen zur Oscarverleihung 1992 trafen, einem Herzinfarkt.

## Filmografie (Auswahl)
- 1947: Aufstand in Sibirien (La figlia del capitano)
- 1948: Der heilige Schwur (Monaca santa)
- 1953: Die drei Korsaren (I tre corsari)
- 1955: Don Juan (Don Giovanni)
- 1959: Tarzan, der Herr des Urwaldes (Tarzan the Ape Man)
- 1959: Über den Gassen von Nizza (The Man Who Understood Women)
- 1962: Zärtlich ist die Nacht (Tender is the Night)
- 1963: April entdeckt Rom (Gidget Goes to Rome)
- 1963: Cleopatra (Cleopatra)
- 1964: Tolle Nächte in Las Vegas (Viva Las Vegas)
- 1965: Völlig falsch verbunden (Boy, Did I Get a Wrong Number)
- 1966: Die Schreckenskammer (Chamber of Horrors)
- 1969: Che! (Che!)
- 1973: Hexenkessel (Mean Streets)
- 1977: Der Polyp – Die Bestie mit den Todesarmen (Tentacoli)
- 1979: Drei Engel für Charlie (Charlie’s Angels, Fernsehserie, Folge Schutzengel auf Skiern)
- 1981: Hart aber herzlich (Hart to Hart; Folge: Die rote Hantel als Teppman)
- 1984: Invisible Stranger